# IJ-toren (Piet Heinkade)
UP Office Building of IJ-toren, oorspronkelijk aangeduid als Dexiatoren, is een kantoorgebouw dat staat in Amsterdam aan de Piet Heinkade.
Aanvankelijk zou Bank Labouchere de toren betrekken, en de toren zou dan ook de Labouchere-toren gaan heten. Na de overname van deze bank door de Belgische Dexia Bank is enige tijd de gedachte geweest het gebouw Dexiatoren te noemen. De Dexia bank nam ook Kempen & Co over, dat juist een nieuw kantoor had laten bouwen aan de zuid-as (WTC). Geplaagd door onder meer de Legiolease-affaire heeft de Dexia Bank dermate moeten saneren dat al voor oplevering in 2002 duidelijk was dat men de nieuwe toren aan de IJ-oever niet nodig had. Uiteindelijk is het kantoorgebouw IJ-toren genoemd, maar niet duidelijk is wie de naam bedacht heeft. Het is het tweede gebouw in Amsterdam met die naam, het andere is een woontoren uit 1998 aan de Veemkade / Oostelijke Handelskade.
De architectuurcriticus Hans Ibelings noemde de IJ-toren in 2003 "buitengewoon flets" en, samen met het stadsdeelkantoor Zeeburg, "de twee architectonische dieptepunten van het Oostelijk Havengebied".
In 2011 verkocht eigenaar ING zijn vastgoedtak ING-REIM aan de CBRE Group en daarmee ook de IJ-toren. Na een grondige verbouwing in 2013 werd het gebouw UP Office Building genoemd. Belangrijke huurders waren anno 2013 Philips, hoofdkantoor Consumer Lifestyle en Travix B.V.
In de directe omgeving van het UP Office Building bevinden zich onder meer:
- Passagiers Terminal Amsterdam (van dezelfde architecten)
- Mövenpick Hotel
- Muziekgebouw aan 't IJ
- Pakhuis De Zwijger